# Jopen Adriaan
Jopen Adriaan is een Nederlands bier van hoge gisting.
Het bier wordt gebrouwen in Brouwerij Jopenkerk te Haarlem. Het bier is vernoemd naar de stadskorenmolen De Adriaan, gebouwd aan de rivier het Spaarne en zou gebrouwen zijn volgens een stadsrecept uit 1407. 

## Varianten
- Adriaan, stroblond troebel witbier met een alcoholpercentage van 5%
- Adriaan Rosé, rood fruitbier met een alcoholpercentage van 4%

## Prijzen
- World Beer Awards 2013 - bronzen medaille in de categorie Europe - Belgian Style Witbier